# Championnat d'Europe de football des moins de 18 ans 1999
Navigation
Euro 1998 Euro 2000
Le Championnat d'Europe de football des moins de 18 ans se déroule en 1999 en Suède.

## Phase finale

### Groupe A
| Équipe   | Pts | J | G | N | P | BP | BC |
| -------- | --- | - | - | - | - | -- | -- |
| Portugal | 7   | 3 | 2 | 1 | 0 | 4  | 1  |
| Grèce    | 3   | 3 | 0 | 3 | 0 | 2  | 2  |
| France   | 2   | 3 | 0 | 2 | 1 | 1  | 2  |
| Suède    | 2   | 3 | 0 | 2 | 1 | 2  | 4  |

 Suède	0 - 0 France 
 Portugal	0 - 0	Grèce 
 Suède	1 - 3 Portugal 
 France 	1 - 1	Grèce 
 Grèce 1 - 1 Suède 
 France	0 - 1 Portugal 

### Groupe B
| Équipe               | Pts | J | G | N | P | BP | BC |
| -------------------- | --- | - | - | - | - | -- | -- |
| Italie               | 7   | 3 | 2 | 1 | 0 | 7  | 3  |
| République d'Irlande | 4   | 3 | 1 | 1 | 1 | 4  | 5  |
| Espagne              | 4   | 3 | 1 | 1 | 1 | 7  | 5  |
| Géorgie              | 1   | 3 | 0 | 1 | 2 | 4  | 9  |

 Espagne 0 - 1	République d'Irlande  (ce résultat de la confrontation directe départage les deux équipes à égalité de points pour la place qualificative pour la petite finale)
 Italie 2 - 0	Géorgie 
 Espagne 3 - 3	Italie 
 République d'Irlande	3 - 3	Géorgie 
 Géorgie 1 - 4	Espagne 
 République d'Irlande	0 - 2 Italie 

### Match pour la troisième place
- Grèce	0 - 1 République d'Irlande

### Finale
- Portugal 1 - 0 Italie